# Rhinolophus creaghi
Espèce
Statut de conservation UICN

 LC  : Préoccupation mineure
Rhinolophus creaghi est une espèce de chauve-souris de la famille des Rhinolophidae.

## Répartition
Cette espèce est présente en Indonésie, au Brunei, en Malaisie et aux Philippines.

## Liste des sous-espèces
Selon Catalogue of Life (17 octobre 2019) :
- sous-espèce Rhinolophus creaghi creaghi Thomas, 1896
- sous-espèce Rhinolophus creaghi pilosus K. Andersen, 1918